# جائزة سابير الأدبية
جائزة سابير الأدبية Sapir Prize for Literature هي جائزة أدبية مرموقة في إسرائيل، تمنح سنويا لأفضل خمسة أعمال أدبية. وتمنح من قبل هيئة اليانصيب الإسرائيلية، والتي تساهم في تشجيع الأنشطة الثقافية. سميت باسم بنحاس سابير، وهو وزير مالية سابق، ومنحت للمرة الأولى عام 2000.
وقيمتها أعلى قيمة جائزة أدبية في إسرائيل فقد منح الفائز عام 2005 مبلغ 150,000 شيكل، أي حوالي 35,000 دولار أمريكي. ومنح الفائزين الأربعة مبلغ 25,000 شيكل.
يتم انتقاد الجائزة لأنها تمنح لأعلى الكتب مبيعا. ورفض بعض الكتاب المهمين ترشيحهم للجائزة من بينهم هارون أبيلفيلد وعاموس عوز.